# Susana Nobre
Susana Nobre, née en 1974 à Lisbonne, est une productrice, réalisatrice et scénariste portugaise.

## Biographie
Susana Nobre est diplômée en sciences de la communication de l'université nouvelle de Lisbonne en 1998. En 2005, elle suit le cours de réalisation cinématographique dans le cadre du programme de création et de créativité artistique de la Fondation Calouste-Gulbenkian, en collaboration avec la London Film School.

## Carrière professionnelle
Susana Nobre collabore avec le laboratoire de la cinématographie à la Faculté des sciences sociales et humaines, puis co-fonde avec d'autres cinéastes portugais la société de production Terratreme Filmes, anciennement Raiva, en 2008,. Elle y travaille notamment en tant que productrice exécutive sur plusieurs projets. En 2015, la réalisatrice présente le court métrage Provas, Exorcismos lors de la Quinzaine des réalisateurs du 68e Festival de Cannes.
Le premier long métrage de Susana Nobre, Tempo Comun (Ordinary Time) est présenté en première mondiale à l'International Film Festival Rotterdam (IFFR) en 2018. Le film porte sur la période d'enfermement d'une femme en congé de maternité, après la naissance de sa première fille.
En 2021, le documentaire Jack's Ride s'attache au parcours de Joaquim, un homme âgé de soixante-trois ans et immigré aux États-Unis, qui se doit de suivre les règles de l’agence nationale pour l’emploi afin de recevoir ses allocations chômage. Celui-ci fait quotidiennement le tour des entreprises pour obtenir le cachet témoin de sa recherche active d'un emploi. L'occasion également de se plonger dans les souvenirs d'une vie pour cet ancien chauffeur de taxi à New York,. Le film a notamment obtenu le prix du Meilleur long métrage portugais de l'IndieLisboa International Independent Film Festival et le prix du Meilleur film en compétition internationale au Festival Internacional de Documentales de Santiago (FIDOCS),.

## Filmographie

### Productrice
- 2007 : Estação de Luís Miguel Correia
- 2009 : Canto da Terra d'Água de Francesco Giarrusso et Adriano Smaldone
- 2015 : Maria do Mar de João Rosas
- 2016 : Ama-San de Cláudia Varejão
- 2016 : Ascensão de Pedro Peralta
- 2017 : L'Usine de rien de Pedro Pinho
- 2017 : Tudo o Que Imagino de Leonor Noivo
- 2018 : Campo de Tiago Hespanha
- 2019 : O Fim do Mundo de Basil Da Cunha
- 2019 : Outside the Oranges Are Blooming de Nevena Desivojevic
- 2019 : Suzanne Daveau de Luisa Homem
- 2019 : Batida de Lisboa de Rita Maia et Vasco Viana
- 2019 : Raposa de Leonor Noivo
- 2019 : Ave Rara de Vasco Saltão
- 2019 : Destiny Deluxe de Diogo Baldaia
- 2022 : Nação Valente de Carlos Conceição
- 2022 : Heitor Sem Nome de Vasco Saltão

### Réalisatrice
- 2001 : As Nadadoras, court métrage
- 2003 : O Que Pode Um Rosto, documentaire
- 2006 : Boys & Girls, court métrage
- 2006 : Estados da Matéria, court métrage
- 2010 : Lisboa-Provincia, court métrage
- 2015 : Provas, Exorcismos, court métrage
- 2014 : Vida Activa, documentaire
- 2016 : No Trilho dos Naturalistas: Viagens Philosophicas, documentaire
- 2018 : Tempo Comun
- 2021 : Jack's Ride (No táxi do Jack), documentaire

## Distinctions
- 2015 : Femis Scholars' Award pour Provas, Exorcismos, Festival international du film d'Amiens
- 2021 : Prix de la presse pour Jack's Ride, Caminhos do Cinema Português
- 2021 : Mention honorable pour Jack's Ride, compétition internationale, DocumentaMadrid
- 2021 : Meilleur film en compétition internationale pour Jack's Ride, compétition internationale, mention spéciale du jury, Festival Internacional de Documentales de Santiago (FIDOCS)
- 2021 : Meilleur long métrage portugais pour Jack's Ride, IndieLisboa International Independent Film Festival
- 2021 : Grand Prix Ville de Lisbonne pour Jack's Ride, IndieLisboa International Independent Film Festival
- 2022 : Prix du jury pour Jack's Ride, Long métrage international de fiction, Construir Cine, Festival international du film de travail